# Jacob Richardson
Jacob Richardson, född i september 1687 i Halmstad, död 16 september 1759 i Stockholm, var en svensk topograf och författare.
Richardson blev 1718 fältsekreterare och 1734 assessor i antikvitetsarkivet. Där sysselsatte han sig med utarbetande av en beskrivning över Halland och annat författarskap. Hans Hallandia Antiqua et Hodierna, 2 delar, 1752–1753 gavs ut i faksimil med titeln Hallands historiska beskrivning 1987.